# Lars Behrendt
Lars Behrendt (28 de septiembre de 1973) es un deportista alemán que compitió en bobsleigh en la modalidad cuádruple.
Ganó dos medallas en el Campeonato Mundial de Bobsleigh, oro en 2000 y plata en 2001, y una medalla de bronce en el Campeonato Europeo de Bobsleigh de 2001.

## Palmarés internacional
| Campeonato Mundial | Campeonato Mundial   | Campeonato Mundial | Campeonato Mundial |
| Año                | Lugar                | Medalla            | Prueba             |
| ------------------ | -------------------- | ------------------ | ------------------ |
| 2000               | Altenberg (Alemania) | Medalla de oro     | Cuádruple          |
| 2001               | Sankt Moritz (Suiza) | Medalla de plata   | Cuádruple          |
| Campeonato Europeo |                      |                    |                    |
| Año                | Lugar                | Medalla            | Prueba             |
| 2001               | Königssee (Alemania) | Medalla de bronce  | Cuádruple          |